# El Corazón del Sapo
El Corazón del Sapo (también conocido como Los Sapos) fue una banda de hardcore punk aragonesa, formada a partir de 1991 y en activo hasta el año 2000, que se caracterizó por sus letras y su participación y compromiso político con los movimientos sociales.

## Biografía y contexto
Los Sapos se gestan a partir del año 1991, en Zaragoza (Aragón), tras la okupación de la antigua estación ferroviaria de Utrillas. En este contexto Fernando y Guillermo, se juntan con el ¨Caspas¨ (EDS, Drogas Guays, Trip Inside), y a ellos se les une Ricardo “el Negro” (Trip Inside).
El 6 de septiembre de ese mismo año, El Corazón del Sapo se estrena en un concierto en Ejea de los Caballeros junto a los gallegos Os Verjalhudos (garbanzo Negro), con quienes compartirán escenario en los primeros conciertos en Mera (La Coruña), en el Kasal Popular de Valencia, y en el concierto de solidaridad con el preso libertario Pablo Serrano en Zaragoza.
Se define así El Corazón del Sapo, entrelazando partes hardcore punk, heavys, rockaronleras, junto a mensajes de protesta.

### Contexto
Es el año 1992, de la Olimpiada de Barcelona y de la Expo 92 de Sevilla (esta última en conmemoración del V Centenario del Descubrimiento de América).
En Zaragoza, la Casa Okupada de la Paz da vida a la cultura alternativa zaragozana mediante el encuentro de nuevos colectivos y movimientos sociales, y en Ejea y Tudela, se realizan campañas y marchas por el desmantelamiento del Polígono militar de tiro de Las Bardenas reales. En diciembre Fernando es puesto en busca y captura por no acudir al juicio por insumisión, y el 23 de ese mismo mes se produce el desalojo de la Casa de la Paz.
La entrada en el año 1993 la viven desde el concierto de Nochevieja en el Centro Social Minuesa (también desalojado poco después) en Madrid, y el día de ese mismo año en que Felipe González gana sus últimas elecciones, Los Sapos tocaban en Utrera (Sevilla) un concierto por la abstención que el ayuntamiento y la guardia civil boicotean, "porque no se puede hacer política en elecciones…"
El 1 de enero de 1994 salta la noticia del levantamiento zapatista en San Cristóbal de las Casas (Chiapas), produciendo un gran impacto y un inmediato movimiento de solidaridad a nivel mundial.

## Álbumes y actividad
La primera producción de Los Sapos fue un EP de nombre Que el perro no rompa las flores, que jamás vio luz y que constaba de cuatro temas propios a modo de presentación.

### La imaginación contra el poder(1993)
El Corazón del Sapo entran en septiembre a grabar lo que será el primer álbum de la banda La imaginación contra el poder, editado al año siguiente por Mala Raza y Soroll, apostando por la distribución alternativa y anticomercial, a la vez también pisan por primera vez tierras mallorquinas en la gira de apoyo a la insumisión total.
En mayo, Guillermo pasa a situación de busca y captura por no acudir a su juicio por insumisión y junto a Fernando y otros dos compañeros (Koke y Luís) del colectivo insumiso ejeano (KAE), son detenidos y trasladados a la prisión de Torrero de Zaragoza. Fernando y Guillermo son condenados a 1 año y un día de prisión, siendo puestos de nuevo en búsqueda y captura.

### Que el perro no rompa las flores(1996)
En el año 1995 los sapos bajan el ritmo de conciertos debido a una lesión de espalda del Caspas, y el Negro acaba por dejar la banda. En 1996 entra Gabi al bajo, y El Corazón del Sapo inicia una buena dinámica de conciertos pasando las fronteras y participando en el festival Tegermind de Países Bajos. Ya en agosto graban en su propio local (con un cuatro pistas de cinta), lo que será el sencillo Que el perro no rompa las flores, disco totalmente autoproducido y editado como Sapos Records.
Ese año el PSOE resulta implicado en escándalos relacionados con su cúpula de interior (como los casos del GAL, malversación de fondos, la historia de Roldán) y el PP se hace con el poder gracias al apoyo de la burguesía nacionalista (el PNV y CiU), anunciando el fin del servicio militar obligatorio.

### Fuego al cielo de los cuervos(1998)
El 1 de julio de 1997, Fernando es detenido y encarcelado para cumplir la condena de 1 año y un día junto a Guillermo (una semana después), a la par del anuncio del Gobierno por suavizar los castigos a los insumisos y mientras en el pabellón de 3.er grado de Zaragoza muere el compañero de ambos Kike Mur (archivándose todas las causas contra la política penitenciaria de aquel momento).
Esa mezcla de rabia e impotencia se verá reflejada en la grabación de lo que será el 2.º disco de El Corazón del Sapo Fuego al cielo de los cuervos editado también con Mala Raza, en abril de 1998, cuando Fernando y Guillermo están en 3.er grado. Tras el paso por la cárcel y con nuevo disco, la banda multiplica sus directos por toda España.

### El taladro de la realidad/O pasaclau d'a reyalidá(1999)
En marzo de 1999, Caspas decide dejar el grupo y entra en su lugar El Chuchi (Nevergood). Ese será el año en que El Corazón del Sapo dé más conciertos, y en diciembre, del concierto de Zaragoza para la Plataforma Antifascista de Zaragoza, saldrá el directo El taladro de la realidad/O pasaclau d'a reyalidá editado como Sapos Records.

### La casa magnética(2000)
En el año 2000, graban en Barcelona La casa magnética, coeditado por Mala Raza y Sapos Records. En septiembre inician una gira europea (Bélgica, Alemania, Croacia, Italia) siendo testigos activos en las movilizaciones antiglobalización de Praga. Tras esta gira y después de participar en el último concierto del Intsumiso Eguna (Usúrbil), deciden en su última actuación en Ormáiztegui consensuar una parada en la marcha de El Corazón del Sapo.
Por motivos emocionales se reunirán los miembros originales en el festival por el X aniversario de Mala Raza en Ruesta, (Huesca), en septiembre del 2002.

### Bajo la playa están los adoquines(2006)
Seis años después de la disolución de la banda, se edita este álbum que consta de 17 temas en forma de rarezas, inéditos y demás de todas sus épocas anteriores, desde las sesiones del Fuego al cielo de los cuervos, La casa magnética, o Que el perro no rompa las flores.

### 2017 formas de matar con unos tirantes(2017)
En enero de 2017, El Corazón del Sapo reedita en vinilo La casa magnética destinando los beneficios al Grupo de Ayuda a Refugiados y Refugiadas de Zaragoza. El 23 de abril dan un concierto homenaje a Kike Mur en Zaragoza. Entre mayo y julio, realizan una minigira 2017 formas de matar con unos tirantes que consiste en 4 conciertos: uno en el gazteche de Zaráuz, dos en el C. C. Delicias de Zaragoza y el último en el Hatortxu Rock en Lakuntza. Los beneficios de esta gira también se destinan al Grupo de Ayuda a Refugiados y Refugiadas de Zaragoza.

## Discografía
| Año  | Álbum                                               |       |
| ---- | --------------------------------------------------- | ----- |
| 1993 | La imaginación contra el poder                      | LP    |
| 1996 | Que el perro no rompa las flores                    | EP    |
| 1998 | Fuego al cielo de los cuervos                       | CD/LP |
| 1999 | El taladro de la realidad (O pasaclau d'a reyalidá) | CD    |
| 2000 | La casa magnética                                   | CD    |
| 2006 | Bajo la playa están los adoquines                   | CD    |